# Смеш-добуток
У математиці, смеш-добутком (або ∧-добутком) двох просторів із виділеними точками {\displaystyle (X,x_{0})} і {\displaystyle (Y,y_{0})} називається фактор-простір добутку просторів {\displaystyle X\times Y} щодо відношення еквівалентності {\displaystyle (x,y_{0})\sim (x_{0},y)} для всіх {\displaystyle x\in X} і {\displaystyle y\in Y}. Смеш-добуток є простором із виділеною точкою, якою є клас еквівалентності {\displaystyle (x_{0},y_{0})}. Смеш-добуток зазвичай позначається {\displaystyle X\wedge Y} або {\displaystyle X}⨳{\displaystyle Y}. Смеш-добуток залежить від вибору виділених точок (якщо {\displaystyle X} і {\displaystyle Y} не є однорідними просторами).
Смеш-добуток найчастіше використовується у теорії гомотопії. Оскільки в теорії гомотопії часто розглядаються інші категорії окрім категорії усіх топологічних просторів іноді використовуються модифікації в означенні смеш-добутку. Наприклад, смеш-добуток двох CW-комплексів є CW комплекс лише якщо в означенні замість звичайного добутку топологічних просторів використовується добуток CW комплексів.

## Означення
Еквівалентно означення смеш-добутку можна дати за допомогою букету просторів.
Простори {\displaystyle X} і {\displaystyle Y} можна ідентифікувати із підпросторами {\displaystyle X\times Y}, а саме {\displaystyle X\times \{y_{0}\}} і {\displaystyle \{x_{0}\}\times Y}. Ці підпростори перетинаються в єдиній точці: {\displaystyle (x_{0},y_{0})}, яка є виділеною точкою у {\displaystyle X\times Y}. Об'єднання цих підпросторів можна ідентифікувати із букетом просторів X ∨ Y. Ідентифікація породжується двома неперервними відображеннями: {\displaystyle f_{1}:\ X\to X\times y_{0}\quad x\to x\times y_{0}}, {\displaystyle f_{2}:\ Y\to x_{0}\times Y\quad y\to x_{0}\times y}. Відображення відправляють виділені точки просторів {\displaystyle X} і {\displaystyle Y} у виділену точку {\displaystyle (x_{0},y_{0})} і тому індукують відображення {\displaystyle f:X\vee Y\to X\times y_{0}\cup x_{0}\times Y.} Це відображення є гомеоморфізмом.
Тоді еквівалентно можна дати означення смеш-добутку як фактор-простору
{\displaystyle X\wedge Y=(X\times Y)/(X\vee Y).}
Якщо {\displaystyle f:X\to A} і {\displaystyle g:Y\to B} є неперервними відображеннями між просторами із виділеними точками і {\displaystyle f\times g:X\times Y\to A\times B} стандартний тензорний добуток функцій, то {\displaystyle f\times g(X\vee Y)\subset A\vee B.} Тому можна дати означення смеш-добутку функцій між просторами із виділеними точками: якщо {\displaystyle x\wedge y} є класом еквівалентності {\displaystyle x\times y} у {\displaystyle X\wedge Y} то {\displaystyle f\wedge g(x\wedge y)=f(x)\wedge g(x).}

## Властивості
- Смеш-добуток будь-якого простору із виділеною точкою X із 0-сферою (яка є дискретним простором із двома точками) є гомеоморфним простору X.
- Якщо {\displaystyle f:X\to A,\ h:A\to C}, а також {\displaystyle g:Y\to B,\ k:B\to D} є неперервними відображеннями між просторами із виділеними точками то {\displaystyle (f\wedge g)\circ (h\wedge k)=(h\circ f)\wedge (k\circ g).}
- Якщо {\displaystyle f,f':X\to A} є гомотопними між собою і {\displaystyle g,g':Y\to B} теж є гомотопними, то і відображення {\displaystyle f\wedge g} і {\displaystyle f'\wedge g'} є гомотопними. Також {\displaystyle f\wedge g} є гомеоморфізмом, якщо гомеоморфізмами є {\displaystyle f} і {\displaystyle g.}
- Для будь-яких трьох просторів {\displaystyle X,Y,Z} із виділеними точками простори {\displaystyle (X\vee Y)\wedge Z} і {\displaystyle (X\wedge Z)\vee (Y\wedge Z)} є гомеоморфними.
- Якщо додатково {\displaystyle X,Y} є компактними просторами і {\displaystyle Y} є гаусдорфовим або {\displaystyle Y,Z} є компактними просторами і {\displaystyle Z} є гаусдорфовим то також {\displaystyle (X\wedge Y)\wedge Z\cong X\wedge (Y\wedge Z).}
- Натомість для категорії усіх топологічних просторів з виділеними точками, остання властивість не виконується. Як контрприклад можна розглянути {\displaystyle X=Y=\mathbb {Q} } і {\displaystyle Z=\mathbb {N} }.[2][3]
- Категорії просторів із виділеними точками (наприклад компактно породжені простори) у яких існують натуральні (із збереженням виділених точок) гомеоморфізми
{\displaystyle {\begin{aligned}X\wedge Y&\cong Y\wedge X,\\(X\wedge Y)\wedge Z&\cong X\wedge (Y\wedge Z).\end{aligned}}}

є симетричною моноїдальними категоріями де смеш-добуток є моноїдальним добутком, а 0-сфера є одиничним об'єктом. Смеш-добуток можна розглядати як тензорний добуток у відповідній категорії просторів з виділенимими точками.

## Приклади

Візуалізація смеш-добутку, як фактор-простору.

- Смеш-добуток двох кіл є фактор-простором тора гомеоморфним 2-сфері.
- Смеш-добуток двох сфер {\displaystyle S^{m}} і {\displaystyle S^{n}} є гомеоморфним сфері {\displaystyle S^{m+n}}.

Якщо позначити {\displaystyle E^{n}} одиничну кулю відповідної розмірності, то {\displaystyle S^{n}} є гомеоморфною {\displaystyle E^{n}/S^{n-1}}. Також існує гомеоморфізм між парами просторів {\displaystyle (E^{n+m},S^{n+m-1})} і {\displaystyle (E^{n}\times E^{m},E^{n}\times S^{m-1}\cup S^{n-1}\times E^{m})} і тому фактор-простір {\displaystyle (E^{n+m}/S^{n+m-1})} є гомеоморфним фактор-простору {\displaystyle E^{n}\times E^{m}/E^{n}\times S^{m-1}\cup S^{n-1}\times E^{m}}.
Розглянемо тепер композицію відображення {\displaystyle E^{n}\times E^{m}\to (E^{n}/S^{n-1})\times (E^{m}/S^{m-1})\to (E^{n}/S^{n-1})\wedge (E^{m}/S^{m-1}),} де оба відображення є очевидними відображеннями на фактор-простори. Ця композиція є відображенням простору {\displaystyle E^{n}\times E^{m}} на фактор-простір по підпростору {\displaystyle E^{n}\times S^{m-1}\cup S^{n-1}\times E^{m}.} Образ цього підпростору є виділеною точкою у {\displaystyle (E^{n}/S^{n-1})\wedge (E^{m}/S^{m-1})}. Тому {\displaystyle (E^{n}\times E^{m})/(E^{n}\times S^{m-1}\cup S^{n-1}\times E^{m})} є гомеоморфним {\displaystyle (E^{n}/S^{n-1})\wedge (E^{m}/S^{m-1})}. Разом з попереднім звідси випливає, що {\displaystyle (E^{n+m}/S^{n+m-1})} є гомеоморфним {\displaystyle (E^{n}/S^{n-1})\wedge (E^{m}/S^{m-1})}. І остаточно звідси одержується гомеоморфізм {\displaystyle S^{n+m}} і {\displaystyle S^{n}\wedge S^{m}}.
- Смеш-добуток простору {\displaystyle X} із колом є гомеоморфним редукованій надбудові {\displaystyle X}:
{\displaystyle \Sigma X\cong X\wedge S^{1}}.
- Аналогічно із редукованою надбудовою за допомогою смеш-добутку можна дати означення редукованого конуса: для простору {\displaystyle X} редукованим конусом називається смеш-добуток {\displaystyle X\wedge I}, де {\displaystyle I} позначає одиничний відрізок {\displaystyle [0,1]}. Редукований конус є стягуваним простором.
- {\displaystyle k}-разове застосування редукованої надбудови до простору {\displaystyle X} приводить до простору гомеоморфного смеш-добутку {\displaystyle X} і k-сфери
{\displaystyle \Sigma ^{k}X\cong X\wedge S^{k}}.

## Відношення спряження
Аналогію між тензорним добутком і смеш-добутком можна більш точно описати за допомогою спряжених функторів. У категорії модулів над комутативним кільцем {\displaystyle R}, функтор тензорного добутку {\displaystyle (-\otimes _{R}A)} є лівим спряженим до функтора Hom {\displaystyle \mathrm {Hom} (A,-)} тобто:
{\displaystyle \mathrm {Hom} (X\otimes A,Y)\cong \mathrm {Hom} (X,\mathrm {Hom} (A,Y))}.
У категорії просторів із виділеними точками, смеш-добуток відіграє роль тензорного добуток у цій формулі. Зокрема, якщо A є локально компактним гаусдорфовим простором, тоді є спряження:
{\displaystyle \mathrm {Maps_{*}} (X\wedge A,Y)\cong \mathrm {Maps_{*}} (X,\mathrm {Maps_{*}} (A,Y))}.
де {\displaystyle \operatorname {Maps_{*}} } позначає неперервні відображення, що відображають виділену точку у виділену точку і на {\displaystyle \mathrm {Maps_{*}} (A,Y)} задана компактно-відкрита топологія.
Зокрема, якщо {\displaystyle A} є одиничне коло {\displaystyle S^{1}}, то функтор надбудови {\displaystyle \Sigma } є лівим спряженим до функтора простору петель {\displaystyle \Omega }:
{\displaystyle \mathrm {Maps_{*}} (\Sigma X,Y)\cong \mathrm {Maps_{*}} (X,\Omega Y)}.